# أليوت ن. دورف
أليوت ن. دورف (بالإنجليزية: Elliot N. Dorff)‏ هو حاخام وفيلسوف أمريكي، ولد في 24 يونيو 1943.